# Thomandersia
A Thomandersiaceae az ajakosvirágúak (Lamiales) rendjébe tartozó növénycsalád. Egyetlen nemzetséget sorolnak ide, a cserjéket és kis termetű fákat tartalmazó Thomandersia génuszt, 6 Közép- és Nyugat-Afrikában endemikus fajjal. Szinonim nevek: Scytanthus T. Anderson ex Benth. & Hook.f. [non Hook., nec Liebm].
A morfológiai alapú hagyományos osztályozás a Thomandersia nemzetséget a medvekörömfélék (Acanthaceae) családjába sorolta. Ezt követte még az APG-rendszer (1998) és annak második kiadása (2003) is. Kísérlet történt a Schlegeliaceae családba történő beillesztésre, de Stevens szerint ez gyengén támogatott, és a saját családba helyezést preferálta.
A nemzetséget már korábban család rangra emelte 1976-ban és 1977-ben Sreemadhavan, a levél anatómiai tulajdonságaira és a portok morfológiájára alapozva, illetve újabban, 2005-ben és 2007-ben Wortley et al., molekuláris filogenetikai vizsgálatok alapján.
Fajlista
- Thomandersia anachoreta Heine
- Thomandersia butayei De Wild.
- Thomandersia congolana De Wild. & T. Durand
- Thomandersia hensii De Wild. & T. Durand
- Thomandersia laurentii De Wild.
- Thomandersia laurifolia T. Anderson ex Baill.